# Miner Kilbourne Kellogg
Pour les articles homonymes, voir Kilbourne.
Miner Kilbourne Kellogg (1814-1889) est un peintre américain.

## Biographie
Miner Kilbourne Kellogg naît dans le square Manlius à New York en 1814.
Il peint surtout des portraits, des visages et des paysages. À une époque, il travaille comme coursier pour le département d'État des États-Unis, ce qui l'amène à se rendre en Europe. Il a aussi été arpenteur au Texas. Il était un historien de l'art et un collectionneur d'art. Sa collection comprenait des œuvres attribuées à Léonard de Vinci et Raphaël. En 1851, il est nommé membre correspondant de la National Academy of Design.
Il meurt à Toledo en Ohio en 1889.
Ses archives font partie des collections de l'université du Texas à Austin et de l'Indiana Historical Society (en),. Sa toile Persian Women appartient à la collection du Smithsonian American Art Museum à Washington, D.C.

## Galerie

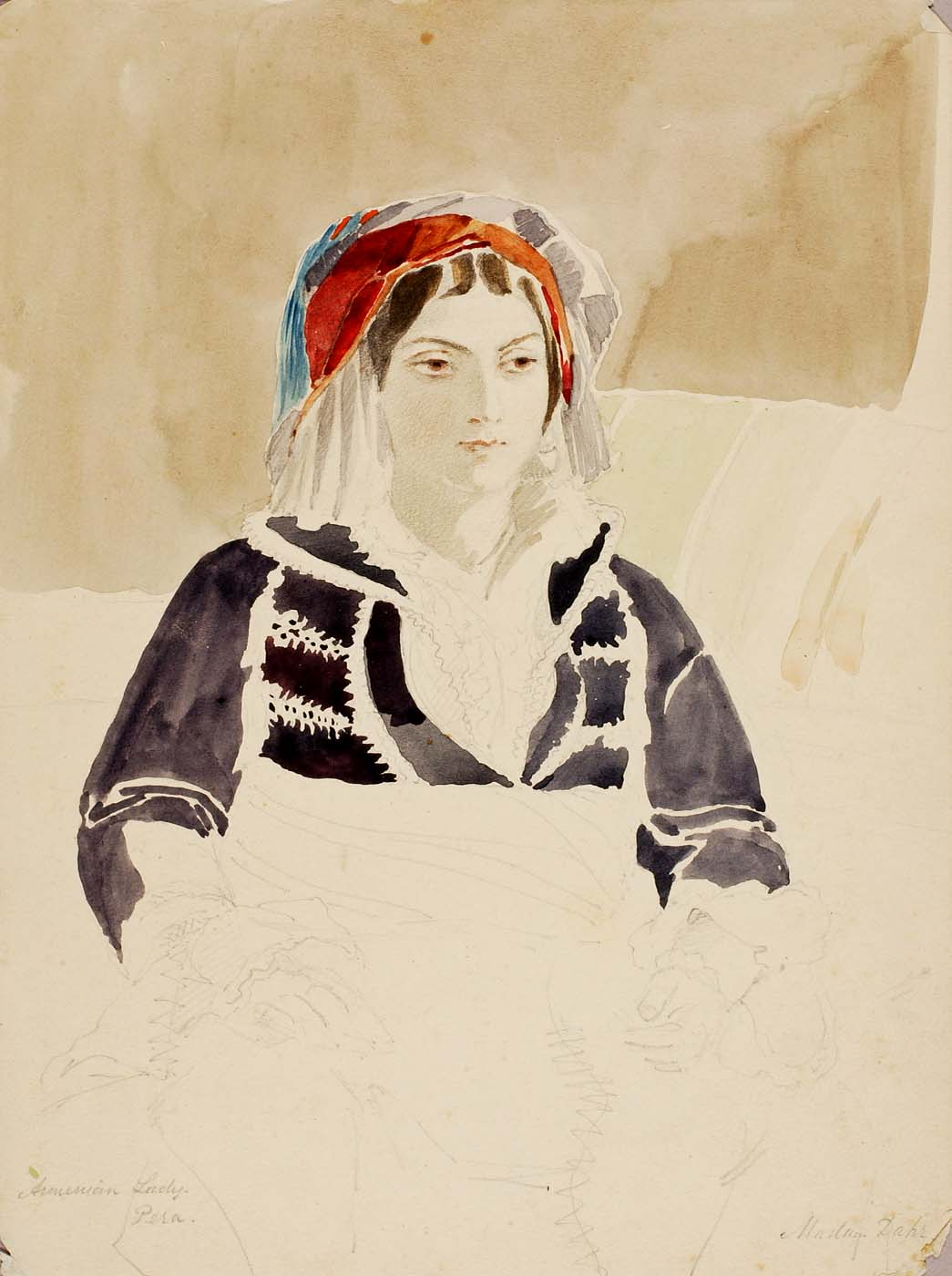
Femme arménienne de Péra.
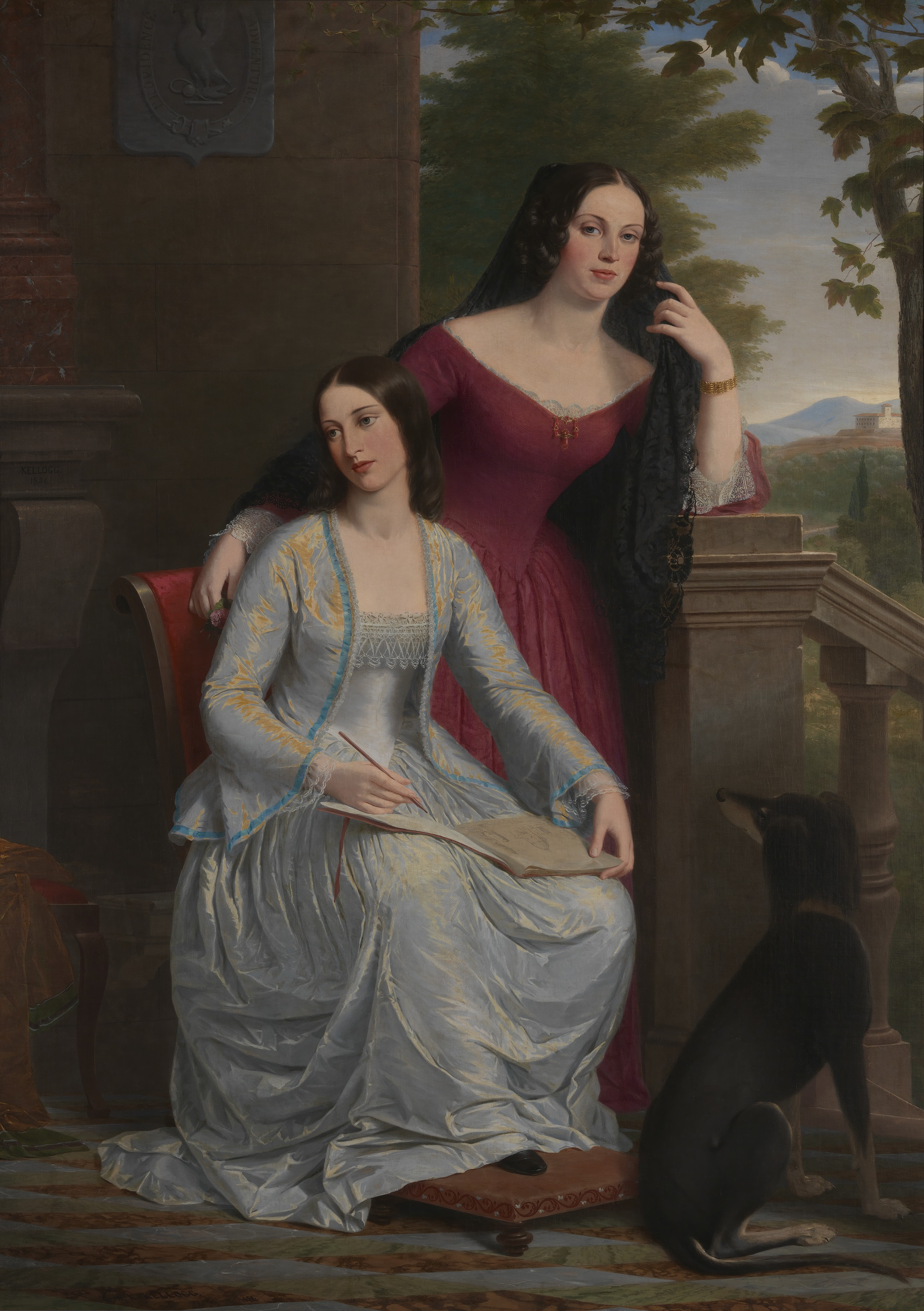
Deux femmes dans un paysage italien (1854).
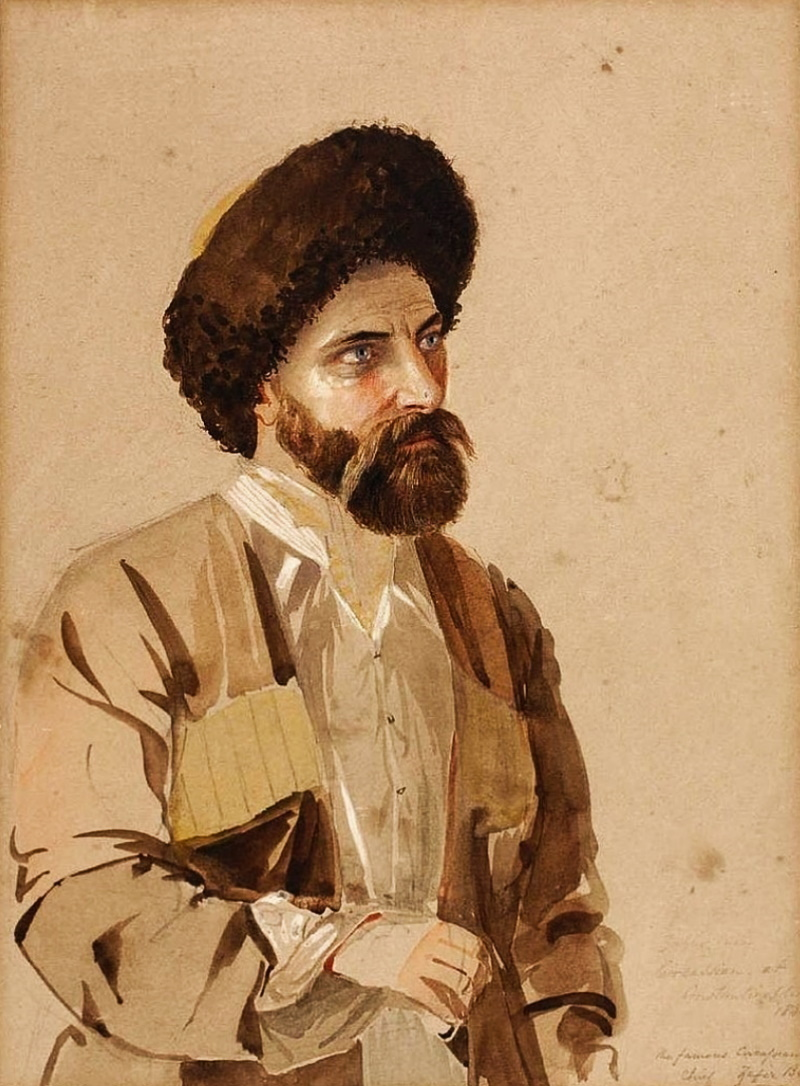
Seferbiy Zaneqo (1845).
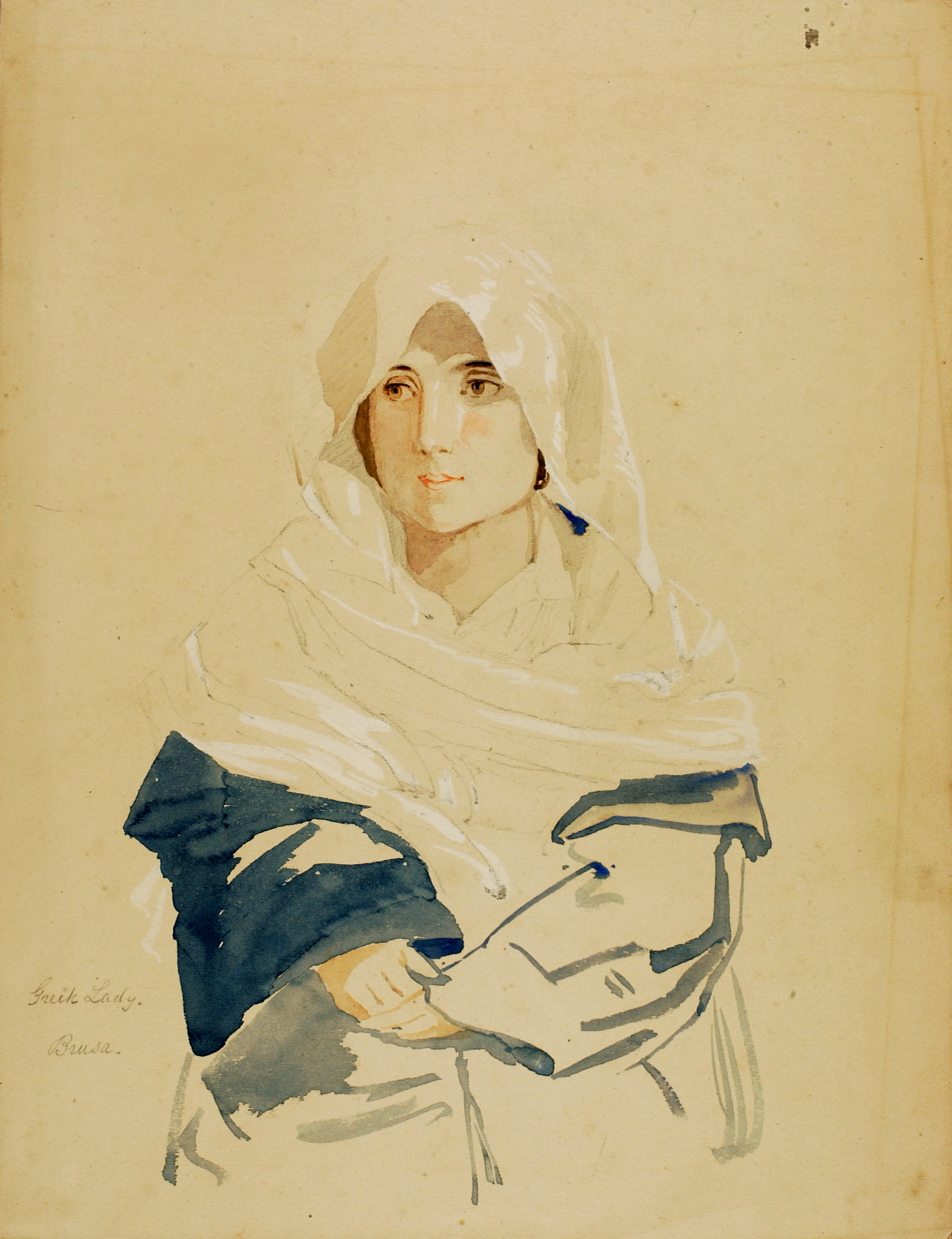
Femme grecque.
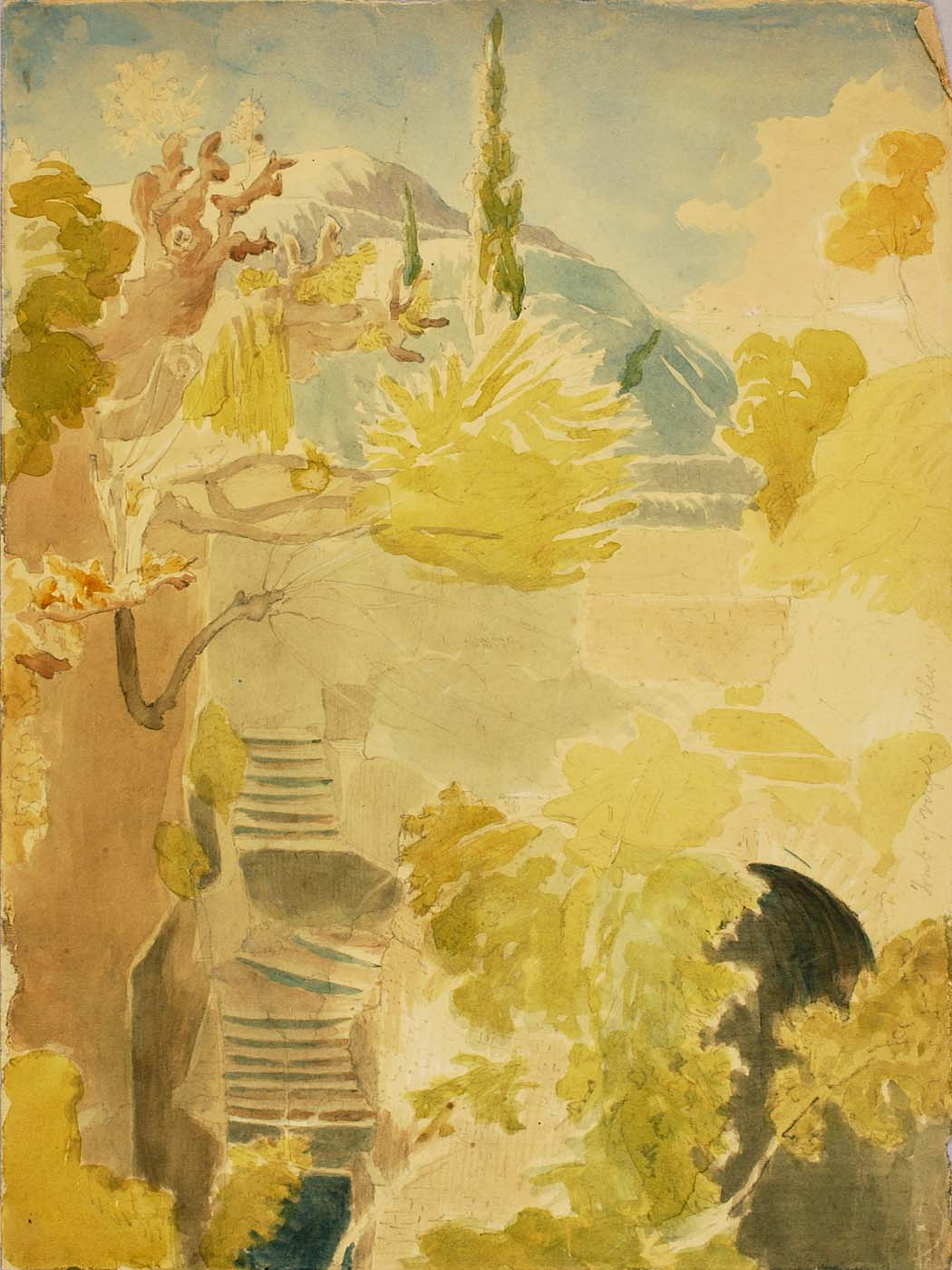
Tombe de Virgile à Naples.